# 어니스트 로런스
어니스트 올란도 로런스(Ernest Orlando Lawrence, 1901년 8월 8일 - 1958년 8월 27일)는 미국의 물리학자이자 노벨 물리학상 수상자이다. 롤프 비데뢰에(선형 입자가속기를 최초로 특허를 내고 작동시킴)의 연구에 기반한 그의 실험에서 1929년에 시작된 사이클로트론 입자 가속기에 대한 발명, 상용화, 발전 그리고 맨해튼 계획에서의 우라늄 동위원소 분리라는 그의 후기 업적으로 알려져 있다. 로런스는 그가 물리학 교수로 재직하던 캘리포니아 대학교 버클리 캠퍼스에서 오랜 시간 재직했다. 1939년에 로런스는 사이클로트론 개발과 그것의 적용으로 노벨 물리학상을 받는다. 또한 엔리코 페르미 상, 실바너스 테일러 상 등의 많은 상들을 수상하기도 하였다. 화학 원소 103번은 로런스의 업적을 기리며 '로렌슘'으로 명명되었다. 그의 형제인 존 H. 로런스는 핵의학 분야의 선구자로 유명하다.

## 어린 시절
로런스는 사우스다코타주의 캔턴에서 태어났다. 그의 부모, 칼 거스타부스와 군다 로런스는 노르웨이 출신 이민자의 후손으로, 캔턴의 한 고등학교에서 학교의 관리자와 교사로 만나게 되었다. 이후 둘은 결혼하여 형제를 낳게 되는데, 형이 바로 어니스트 로런스이고, 동생이 후에 핵 의학 분야의 선구자가 되는 존 로런스이다. 성장기에 멀 튜브와 아주 친했는데, 후에 그도 높은 업적을 성취한 핵 물리학자가 되었다.
로런스는 캔턴과 피에르의 공립 학교를 다녔으며, 졸업 후에는 미네소타주의 세인트올라프 대학교에 입학하였으나, 첫 학년을 마치고 사우스 다코타 대학교로 옮겨간다. 이후 다시 한 번 미네소타 대학교로 학교를 옮겨가는데, 그 곳에서 1922년에 화학 학사 학위, 1923년에 물리학 석사 학위를 받게 된다. 당시 그의 지도 교수는 윌리엄 프랜시스 그레이 스원이었고, 이후 로런스는 그를 따라다니며 시카고 대학교에서 일년을 보내고, 예일 대학교로 가서 1925년에 칼륨 증기의 광전 효과에 대한 논문으로 박사 학위를 받게 된다. 박사 과정동안 그는 자기장을 이용하여 타원체를 회전시키는 실험 장치를 개발하기도 한다.
로런스가 연구를 하던 당시에는 유럽의 훌륭한 과학 기관에서 연구하는 것이 과학적 업적을 이루고자 하는 누구에게나 필수적인 것으로 여겨지던 시대였으나, 로런스는 유럽으로 가지 않고, 스완 교수와 함께 예일 대학교에 남아 광전효과를 연구한다. 로런스는 버지니아 대학교에서 온 제시 빔스와 함께 광전 효과가 발생하는 표면에 200 나노초 동안 광자를 충돌시키면 광전자가 발생하는 것을 보이게 되는데, 이는 그 당시 측정 한계에 가까운 정밀한 관측이었다. 관측 결과로 광자 방출 시간이 짧아질수록 에너지 스펙트럼이 넓어지는 것을 확인하였는데, 이는 하이젠베르크의 불확정성의 원리로 설명할 수 있는 현상이었다.
미국에 남아 지속적인 연구 활동을 하던 로런스는 1926년과 1927년에 각각 워싱턴 대학교와 캘리포니아 대학교에서 조교수 직을 제안받는다. 두 대학 모두 연봉 3500불을 제시했는데, 예일 대학교는 그제서야 로런스가 떠나는 것을 막기 위해 조교수 직을 제안하게 된다. 예일 대학교에서 제시한 연봉은 3000불로, 다른 두 대학에 비해 적은 액수였지만 로런스는 그 당시 명문대학교였던 예일 대학교에 남기로 결정한다. 하지만 지금까지 강의를 해본 적이 없었던 로런스는 조교수 직을 수락하여 연구직에 비해 높은 연봉을 받게 되면서 동료들의 시기와 불편한 시선을 받게 된다. 이는 그가 강의를 해본 적도 없는데 조교수 직을 받게 되었기 때문이기도 했지만, 그 당시 미국 사회에서 여전히 남아있던 사우스 다코타 주의 노르웨이 이민자 출신인 로런스에 대한 차별적인 인식도 영향을 미쳤을 것이다.
1928년 로런스는 캘리포니아 대학교 버클리 (UC버클리)의 물리학과 부교수가 되고, 2년 후에 그 대학교의 가장 젊은 정교수가 된다. 그곳에서 그는 "입자 가속기" , "핵에너지의 열쇠를 쥐고 있는 사나이" 라고 불리었다. "그는 ‘거대 물리학(거대 과학)' 즉 많은 사람들이 모여 거대한 규모로 행해야 하는 일을 하기를 원했습니다." 라고 로런스 리버모어 실험실의 첫 번째 감독인 허버트 요크가 실험실의 공식 사이트에서 말했다. 캘리포니아 채트워스의 한 중학교도 그의 이름을 따서 어니스트 로런스 중학교로 이름 붙여졌다.
로런스가 정교수가 되던 해에 총장이 되는 로버트 고든 스프라울은 보헤미안 클럽의 멤버였는데, 1932년에 로런스가 회원이 되는 것을 후원하게 된다. 이 클럽을 통해, 로런스는 윌리엄 헨리 크로커, 에드윈 파울리, 그리고 존 프랜시스 네일란을 만났다. 그들은 후에 로런스가 활발히 핵 입자 연구를 진행할 때 연구 자금을 모으는 것을 도와주게 되며, 입자 물리학이 발전하면서 의학 분야에서 이를 응용하기 위한 사업을 진행할 때 초기 자금 마련에 큰 도움을 주게 된다.
조교수 직을 수락하고 1년만에 떠나게 된 예일 대학교였지만, 로런스는 그곳에서 아내가 되는 마리 킴벌리 블러머를 만나게 된다. 그녀는 예일 대학교 의과 대학의 학장인 조지 블러머의 장녀였다. 1926년에 처음 만나게 된 그들은 4년 간의 연애 끝에 약혼을 하게 되고, 이듬해 5월에 결혼하게 된다. 로런스는 슬하에 6명의 자녀를 두었고, 그의 아내인 블러머는 로런스 사후에도 로런스의 명예를 위한 활동을 하게 된다.

## 사이클로트론의 개발
로런스를 국제적인 명성을 가지게 만들어준 사이클로트론은 종이 냅킨 한 장에 그려진 스케치로부터 시작된다. 뉴턴의 사과와 같은 느낌을 주는 이러한 일화는 그가 1929년 도서관에 앉아 롤프 비데뢰에의 논문을 보면서 시작된다. 그 논문에는 한 다이어그램이 있었는데, 연쇄적인 작은 "밀기"들을 통해 고에너지 입자를 만드는 장치에 대한 것이었는데, 직선형의 그 장치는 높은 에너지를 만들기 위해서는 너무나도 긴 전극이 필요했다. 그 당시는 1919년에 어니스트 러더퍼드의 원자핵 발견이 이루어진 이후였고, 원자핵에 대한 연구가 시작되려고 하고 있었다. 하지만 원자핵을 연구하기 위해서는 원자핵을 부술 필요가 있었고, 양전하를 가지고 단단히 결합되어 있는 원자핵을 부수기 위해서는 전자기력을 이겨내고 원자핵을 부술 정도로 큰 운동에너지를 가지도록 입자를 가속시켜 충돌시킬 필요가 있었다.
비데뢰에의 논문에 나와있는 장치를 가지고는 수백만 볼트의 전압과 연구실에 들어가지도 않을 정도로 긴 전극이 필요하였고, 로런스는 이를 직선형으로 가속하는 것이 아니라 입자가 원운동을 하면서 가속이 가능하게 한다면 적은 전압과 작은 장치로도 충분히 가속된 양전자를 만들 수 있을 것이라는 생각을 하게 되었다. 로런스는 원형 챔버에 두 개의 전극을 장치하여 교류로 전압을 걸어주었고, 자기장을 걸어 전하를 띈 입자가 원 궤도를 돌게 하였다. 양전자가 나선 궤도를 돌다가 전극 사이에 도달하면 그 구간에서 가속이 되는데, 이러한 과정을 반복하면서 높은 에너지의 입자를 만드는 원리이다. 나선 궤도를 도는 이유는 {\displaystyle {\vec {F}}=q({\vec {E}}+{\vec {v}}\times {\vec {B}})}의 식으로 정의되는 로런츠 힘에 의해 자기장 내에서 양전자가 운동방향에 수직인 방향(원형 챔버의 중심 방향)으로 힘을 받게 되는데, 이로 인해서 나선 궤도를 돌게 되어 비데뢰에가 구상한 선형 가속기와 달리 작은 장치로도 충분히 큰 에너지를 얻을 수 있게 되었다.
그 당시에 이와 유사한 생각을 한 사람은 로런스 뿐만이 아니었지만 이를 개발하기 위해 적극적으로 행동한 것은 로런스가 유일했다. 로런스는 이러한 아이디어를 발전시켜 동료들과 함께 개발을 시작했다. 그는 닐스 에들렙센과 장치를 만드는 것을 시작하였고, 그들의 첫 번째 사이클로트론은 놋쇠, 전선, 봉랍으로 이루어진 4 인치의 작은 장치였으며, 이를 제작하기 위해 25 달러를 사용했다고 한다.
이후 에들렙센이 조교수 직을 위해서 떠난 이후에 로런스에게 필요한 것은 같이 아이디어를 발전시켜나갈 졸업생들이었다. 이때 로런스는 데이비드 슬론과 스탠리 리빙스턴을 받아들였는데, 그는 이들을 각자 비데뢰에의 가속기와 에들렙센의 사이클로트론을 발전시키도록 하였다. 둘 모두 기술적인 발전을 거듭하였고, 슬론의 선형 가속기는 1 메가 전자볼트까지의 가속에 성공하였다. 리빙스턴의 경우 더 큰 성과를 거두었는데, 그가 만든 11 인치 사이클로트론에 3000 볼트의 전압을 가해 1.22 메가 전자볼트까지 가속 시키는 것에 성공하는데, 이는 그의 박사 논문에서의 설계 수치보다 성공적인 수치였다.
1932년 초에 로런스는 27인지 사이클로트론의 설계를 마쳤고, 그해 4월에 캐번디시 연구소의 존 콕크로프트와 어니스트 월턴이 성공적으로 리튬을 양성자를 이용해 붕괴시켜 헬륨을 만드는 것을 성공한 사실을 알게 된다(이 둘은 이 업적으로 노벨 물리학상을 수상함). 로런스는 이를 위해 필요한 에너지가 11 인치 사이클로트론으로도 충분하다는 사실을 알게 되고, 이를 검증하려고 한다. 하지만 사이클로트론은 있어도 감지 장치가 부족했기 때문에 이를 위해 그의 팀은 반 년이 지난 후에야 검증을 수행할 수 있었다. 이처럼 로런스의 실험실은 중요한 발견들을 진행하기는 했지만, 이러한 과학적인 사용 보다는 사이클로트론의 발전에 더 초점을 맞추었다. 이러한 노력 덕분에 로런스는 고에너지 물리학에 필요한 가장 중요한 장치를 제공할 수 있게 되었다.
로런스는 그의 사이클로트론을 둘러싸고 핵 물리학 연구에 새로운 장을 열게 되는 연구소를 세웠다. 이렇게 건설된 연구소는 1936년 로런스가 캘리포니아 대학교의 총장에게 받은 제안을 수락하면서 캘리포니아 대학교의 공식 부서가 되었고, 로런스는 연구소장이 되어 매년 연구 활동비로 20000 달러를 지원받게 되었다. 그는 물리학과의 구성원들, 어떤 것이든 하기를 원하는 새로운 박사들, 아무 조건도 없이 연구소를 지원해 줄 회원들 및 부유한 손님들과 함께 그의 연구소를 구성할 것이라고 하였다. 이러한 그의 비즈니스 모델 덕분에 연구소는 활발히 연구를 진행할 수 있었다.
로런스가 새롭게 건설한 27 인치 사이클로트론을 이용하여 버클리에 있는 연구 팀은 중수소가 모든 원소와 충돌할 때 일정한 영역 대의 에너지를 방출한다는 사실을 알게 된다. 그들은 지금까지 알려지지 않은 새로운 입자가 이 제한된 에너지를 설명할 수 있을 것이라고 추측했다. 이후 로런스는 콕크로프트의 초대로 1933년 솔베 회의에 참여하게 된다. 솔베 회의는 세계 최고의 물리학자들이 모이는 회의로, 대부분 유럽 출신이었지만 로버트 밀리컨이나 아서 콤프턴과 같은 매우 뛰어난 미국 과학자들도 참여하였다. 로런스가 이러한 회의에 참여하게 된 것은 그의 업적이 세계적으로 인정받을 만한 것이었다는 뜻이며, 이 회의에서 로런스는 사이클로트론에 대한 발표를 요청받았다.
하지만 로런스의 버클리 연구 팀에서 발견한 제한된 에너지는 솔베 회의에서 캐번디시 연구소의 제임스 채드윅에 의해 회의적인 시선을 받게 된다. 채드윅은 로렌스의 연구 팀이 발견한 것이 실험 장치의 오염 때문이라고 주장했다. 회의 이후에 로런스는 버클리로 돌아와서 채드윅을 설득할 충분한 증거를 찾기 위한 실험을 하는데, 결과적으로 채드윅의 의견이 맞았으며, 거기에 더해서 그들은 핵분열이라는 다른 새로운 발견도 지나치게 되었다. 로런스의 반응은 그저 더 큰 사이클로트론이 필요하다는 것이었고, 27 인치 사이클로트론은 1937년에 37 인치로, 1939년에 60 인치로 증설되었다. 이를 이용하여 첫 번째 인공 방사성 동위원소가 생성되었다.
핵 물리학 연구를 위해서 기금을 모집하는 것보다 의학적인 용도로 기금을 모집하는 것이 더 쉬웠기 때문에 로런스는 사이클로트론을 특히 암 치료의 용도로 사용하기 위한 연구를 진행했다. 그의 동생인 존과 캘리포니아 대학교 생리학과의 이스라엘 라이언 차이코프와 함께 일하면서 방사성 동위원소의 의학적인 효과에 대해서 연구했다. 그 결과로 존은 사이클로트론에서 쉽게 생산할 수 있는 인-32를 진성 다혈구증이라는 혈액병을 치료하는 데에 사용하였다. 또한 방사성 인이 암세포와 같은 빠르게 성장하는 세포들에 집중되는 것을 발견하여 암 치료의 가능성을 보여주었다. 로런스는 중성자의 의학적인 사용에 대해 희망적이었는데, 이는 나중에 중성자 치료라는 분야로 성장하게 된다.
1939년 11월에, 로런스는 높은 에너지를 얻는 첫 번째 입자 가속기인 사이클로트론에 대한 그의 업적으로 노벨 물리학상을 받게 된다. 그는 입자 가속기로 노벨상을 받은 두 사람 중 한 사람인데, 나머지 한 사람은 시몬 판 데르 미에르이다. 그는 버클리에서 최초의 노벨상 수상자일 뿐만 아니라, 주립 대학교에서 나온 첫 번째 수상자였다. 노벨상 수여식은 1940년 2월 29일 제 2차 세계 대전 때문에 캘리포니아 대학교 버클리 캠퍼스의 윌러 홀의 강당에서 로런스가 그의 메달을 스웨덴 총영사인 칼 월러스테드에게 수여 받으며 이루어졌다. 이듬해인 1940년에는 아서 컴프턴, 반네바르 부시, 제임스 코난트, 카를 컴프턴, 알프레드 리 루미스가 버클리로 찾아와 로런스의 184 인치 사이클로트론과 4500 톤 자석에 대한 제안서에 대해 토의하였고, 록펠러 재단이 115 만 달러를 지원하면서 프로젝트가 시작되었다.

## 제 2차 세계 대전과 맨해튼 계획
로런스의 실험실에서 개발된 거대한 칼루트론 시설은 제2차 세계대전 동안에 첫 번째 원자폭탄에 사용할 우라늄을 정제하기 위해서 site X로 사용되었다.
2차 세계 대전 동안 로런스는 군사 프로젝트에 참여하게 되었다. 그는 미국 물리학자들이 무선통신, 레이다 등의 용도로 사용되는 챔버 마그네트론을 개발하는 MIT 방사능 연구소에서 연구원을 모집하는 것을 도왔다. 새로운 연구소는 보안을 위해 의도적으로 버클리에 있는 로런스 연구소에서 가져왔다. 또한 그는 버클리에서 사이클로트론에 대한 일을 하면서 독일 잠수함을 감지하는 기술을 개발하는 수중 음파 연구소에서 연구원을 모집하는 것도 도왔다. 1940년 말 글렌 시보그와 에밀리오 세그레는 60 인치 사이클로트론을 이용하여 우라늄-238을 붕괴시켜 넵투늄-238이라는 새로운 원소를 생산하는 데에 성공하게 되는데, 이 넵투늄-238은 베타 붕괴를 통해 플루토늄-238을 형성하는 원소이다. 플루토늄의 발견은 그것의 동위원소인 플루토늄-239가 원자 폭탄에 사용될 수 있을 수도 있다는 추측 하에 2차 세계 대전이 끝날 때까지 비밀로 부쳐지게 된다.
1941년 9월에 올리판트는 버클리에서 로런스와 오펜하이머를 만나게 된다. 이때 그들은 새로운 184 인치 사이클로트론을 위한 부지를 선정한 상태였고, 그 당시 올리판트는 미국 과학자들을 차례차례 찾아다니면서 원자 폭탄 개발 프로그램을 진행하려는 영국의 모드 위원회의 권유를 무시해달라는 부탁을 했다. 이 당시 로런스는 이미 우라늄 농축, 즉 우라늄-238로부터 핵 분열성 동위원소인 우라늄-235를 분리해내는 문제를 생각하고 있었고, 두 원소는 매우 유사한 화학적 성질을 가지고 있었기 때문에 분리해내기에는 매우 어려웠다. 시도할 수 있는 유일한 방법은 작은 질량 차를 이용하여 서서히 분리해내는 방법 뿐이었다.
로런스는 예전에 사용하던 37 인치 사이클로트론을 거대한 질량 분석기로 사용하기 위한 개조를 시작하였다. 그의 추천으로 맨해튼 프로젝트의 책임자인 레슬리 그로브스 준장은 로버트 오펜하이머를 로스 알라머스 연구소의 소장으로 임명했다. 로런스의 방사능 연구소가 전자기적인 우라늄 농축 과정을 발전시킬 때, 로스 알라머스 연구소는 원자 폭탄을 설계하였으며, 방사능 연구소와 동일하게 캘리포니아 대학교에서 진행되었다. 전자기적인 우라늄 농축 과정을 위한 장치는 칼루트론이라고 하는데, 이는 질량 분석기와 사이클로트론가 합쳐진 장치였다. 이 장치는 입자의 질량에 따라 자기장 내에서 굴절되는 정도가 달라지는 것을 이용한 장치이다. 이 장치는 과학적으로 완성도가 높지도 않았고, 산업적으로 효율적이지도 않았다. 심지어 가스 확산 시설이나 핵 반응로를 이용한 것보다도 많은 물질과 돈, 인력이 필요한 장치였다. 하지만 위험성이 낮았고, 단계별로 건설 가능하며, 필요량을 빠르게 채울 수 있었기 때문에 사용되었다.
이러한 분리 장치는 오크릿지에 건설되었다. 이는 나중에 Y-12라고 불리게 되는데, 이곳에 위치한 분리 시설은 1단계 과정 단위인 알파 트랙 5개, 최종 과정 단위인 베타 트랙 2개로 설계되었다. 후에 그로브스 준장은 4개의 트랙을 더 건설하도록 하였는데, 이는 알파 II로 알려지게 된다. 1943년에 테스트 가동을 시행하게 되는데, 14 톤 진공 탱크가 자석의 전력 공급 문제로 정렬상태에서 벗어나게 되는데, 따라서 진공 탱크를 더 강하게 고정시킬 필요가 있었다. 또한 코일에 쇼트가 일어나면서 더 심각한 문제가 발생하는데, 이 문제가 자석 내부의 먼지 때문임을 발견하고 트랙을 분해하여 자석을 분리해내 공장에서 다시 세척하도록 함으로써 해결하였다. 추가로 파이프와 체결부를 세척하기 위한 세척 시설도 건설되었다.
시설이 가동되면서 농축 우라늄이 정제되었고, 1945년에 트리니티 핵 실험이 진행되었다. 이때 로런스는 채드윅과 찰스 토마스와 함께 실험을 관전했다. 실험이 성공적으로 끝나면서 과학계는 정상 작동하는 이 무기를 일본에 어떻게 사용할지에 대해서 떠들썩하게 되었다. 오펜하이머가 원자 폭탄 투하에 회의적일 때, 로런스는 오히려 원자 폭탄 사용이 현명한 선택일 것이라고 생각했고, 우라늄 폭탄이 경고 없이 히로시마에 투하되었을 때, 로런스는 그의 성취에 큰 자부심을 느꼈다.
로런스는 맨해튼 프로젝트가 향상된 칼루트론 개발과 알파 III 트랙을 건설하기를 원했지만 경제적이지 않다는 이유로 무산되었다. 1945년 9월에 알파 트랙은 가동이 모두 중단되었다. 이전에 비해서 큰 성능 향상이 이루어졌지만 다른 장치들보다 많이 떨어지는 효율이었기 때문에 중단될 수 밖에 없었고, 이듬해인 1946년에 Y-12 시설도 폐쇄되었다.

## 전후 생활과 유산
전후, 로런스는 거대 과학적 프로그램들을 위한 정부의 지원을 위해 널리 캠페인을 펼쳤다. 로런스는 큰 기계와 큰 돈이 필요한 “거대 과학”의 강력한 지지자였다.
전쟁이 끝난 이후에 로런스는 대대적으로 거대 과학 프로그램을 정부가 지원해야 된다는 캠페인을 벌였다. 전쟁 기간 동안의 경험은 로런스가 거대 과학의 신봉자가 되도록 만들었고, 이러한 프로그램은 큰 장치와 많은 자본이 필요했기 때문에 국가적인 지원이 필요했다. 로런스는 맨해튼 계획에 2백만 달러가 넘는 금액을 연구를 위해 지원해달라고 하였고, 그로브스 준장은 프로그램의 수를 줄여 적절한 금액을 지원해주었다. 184 인치 사이클로트론을 전쟁기간 맨해튼 계획의 자금으로 건설 완료하였고, 1946년 11월에 가동을 시작했다. 건설 과정에서 에드 맥밀란의 새로운 아이디어를 채택하여 싱크로트론으로 건설되었다. 또한 로런스는 새로운 선형 가속기와 후에 베바트론으로 알려진 기가 전자볼트 싱크로트론 건설을 위한 자금을 요청하였다. 조정 끝에 캘리포니아 대학교는 로스 앨러모스 국립 연구소의 계약 기간을 4년 연장하는 것에 동의하였고, 뒤이어 로런스는 요청한 자금을 받게 되었다.
로런스는 프랭클린 루즈벨트에게 한 표를 던졌음에도 불구하고 공화당을 지지하였고, 전쟁 전에 오펜하이머의 방사능 연구소 노동 조합을 위한 노력이 이른바 좌파적 행위라고 생각하고 매우 탐탁치 않게 여겼다. 로런스는 정치활동이 과학 연구에 비해 시간 낭비라고 생각하였고, 방사능 연구소가 정치와 관계 없기를 선호했다. 냉전 시대에 로런스는 반미활동 조사위원회가 타당하다고 인정했으며, 그들이 학문적 자유와 인권을 침해한다고 생각하지 않았다. 이러한 정치적 사고관을 가졌기 때문에 자국민의 많은 희생이 예상되던 대량 일본 침략 계획인 다운폴 작전을 피해 원자 폭탄을 투하하고, 이를 자랑스럽게 여겼을 것이다. 이런 로런스에게 1949년 소련의 첫 번째 핵실험은 큰 위협으로 다가왔고, 이에 대해 그는 더 강력한 핵무기인 수소 폭탄을 만들어야 한다고 결론지었다. 이에 로런스는 수소 폭탄을 위해 필요한 삼중수소의 생산을 위해 핵 반응로 대신 가속기를 이용하여 중성자를 생산하자고 제안하였고, 이를 위해서는 더 큰 에너지를 가지도록 입자를 가속시킬 수 있는 거대 장치가 필요했다. 이에 마크 I이라는 25 메가 전자볼트급의 선형 가속기의 건설을 제안하였고, 이후 우라늄-238로부터 플루토늄이나 삼중수소를 생산할 수 있는 더 큰 선형 가속기인 마크 II 또한 언급하였다. 하지만 세르버와 세그레는 기술적으로 비실용적이라고 주장하였는데, 이를 로런스는 비애국적이라고 느꼈다. 로런스는 에드워드 텔러의 두 번째 핵 무기 연구소를 위한 캠페인을 강력하게 지지하였고, 결과적으로 1952년에 승인이 되지만, 마크 II는 취소되고 마크 I은 폴로늄을 생산하는 데에 주로 사용된다.
그의 조국을 위한 그의 헌신으로 로렌스는 1957년 미국 원자 에너지 위원회로부터 엔리코 페르미 상을 수상하고 1958년 미국 육군사관학교로부터 명망 있는 실바너스 테이어 상(국가 이익에 많은 도움을 준 사람에게 수여하는 상)의 첫 번째 수상인이 되었다. 이외에도 로런스는 앨리엇 크레슨 메달과 휴즈 메달을 1937년에 수상하며, 1938년에는 콤스톡 상 물리학 부문, 1940년에는 가버 메달, 1942년에는 홀리 메달, 1946년에는 무공훈장, 1951년에는 윌리엄 프록터 상, 1952년에는 패러데이 메달을 받게 된다. 또한 1948년에는 레지옹 도뇌르 훈장의 4등급인 레지옹 도뇌르 오피시에를 수상한다.
1958년 드와이트 아이젠하워 대통령의 요청에 따라 스위스 제네바로 소련과의 핵 실험 금지 조약을 협상하는 것을 도와주기 위해 파견된다. 미국 원자력 위원회의 회장인 루이스 스트라우스가 로런스가 포함되는 것을 강하게 주장했기 때문인데, 로런스와 스트라우스는 둘 다 수소 폭탄의 개발을 주장한 사람이었다. 만성 대장염이 재발했음에도 불구하고 제네바로 출국했으나 그곳에서 재발하게 되어 스탠퍼드 대학교 병원으로 빠르게 이송된다. 수술진은 그의 대장 대부분을 제거했으나 아테롬성 동맥 경화증을 포함한 다른 문제들이 발견되었고, 결국 1958년 8월 팰로앨토의 병원에서 사망하게 된다. 그의 아내 블러머는 사회장을 원하지 않았지만 버클리에 있는 제일 연합 교회의 추모식은 동의하였다. 그의 추모식에서 캘리포니아 대학교의 학장 클라크 커가 추모사를 하였다.
그의 죽음 이후 23일 뒤에 캘리포니아 대학교 이사회는 대학교의 두 개의 핵 연구 시설을 로런스의 이름을 따서 붙이기로 결정하였다. 이는 로런스 리버모어 국립 연구소(https://web.archive.org/web/20180128152943/https://www.llnl.gov/)와 로런스 버클리 국립 연구소(https://web.archive.org/web/20171221231118/http://www.lbl.gov/)였다. 또한 그를 기리며 1959년에는 어니스트 올란도 로런스 상이 설립되었고, 1961년에 로런스 버클리 국립 연구소에서 발견한 103번 원소는 로렌슘으로 이름붙여졌다. 또한 1968년에는 로런스 과학관이 설립되었고, 그의 논문은 뱅크로프트 도서관에 비치되었다.
1980년대에 그의 아내인 블러머는 캘리포니아 대학교 이사회에 리버모어 연구소에서 남편 이름을 제외시켜 달라고 진정서를 제출하였다. 이는 앞서 언급하였듯이 로런스가 수소 폭탄 개발의 필요성을 주장하며 이에 필요한 시설들인 마크 I과 마크 II에 대한 제안서를 작성하였지만, 리버모어 연구소에서는 결국 마크 I만 건설되어 폴로늄 정제로만 활용되었고, 핵무기 개발로는 사용되지 않았기 때문이다. 이후 블러머는 남편보다 44년을 더 살고 2003년에 죽게 된다.